# نورمان سميث
نورمان سميث (15 ديسمبر 1897 المملكة المتحدة - 18 مايو 1978 نيوكاسل أبون تاين المملكة المتحدة) هو لاعب كرة قدم بريطاني سابق كان يلعب كمدافع.